# 大阪府女子専門学校 (旧制)
| 大阪府女子専門学校 （大阪府女専） | 大阪府女子専門学校 （大阪府女専）                   |
| --------------------------------- | --------------------------------------------------- |
| 創立                              | 1924年                                              |
| 所在地                            | 大阪府大阪市住吉区                                  |
| 初代校長                          | 瀧村斐男                                            |
| 廃止                              | 1951年                                              |
| 後身校                            | 大阪女子大学 （大阪府立大学を経て 現 大阪公立大学） |
| 同窓会                            | 斐文会                                              |

大阪府女子専門学校 （おおさかふじょしせんもんがっこう） は、1924年 （大正13年） 2月に設立された公立の旧制専門学校。

## 概要
日本の公立では福岡県立に次ぐ、2番目の女子専門学校として設立された。創立時は 4年制 （本科3年、予科1年） で、本科に国文学科・英文学科・家政理学科を設置した 。後に予科を廃止、研究科・専攻科を設置した。
第二次世界大戦後、学制改革により新制大阪女子大学に昇格した （大阪府立大学を経て、現 大阪公立大学）。同窓会は 「斐文会」 （ひぶんかい） と称し、新制大阪女子大学出身者と合同の会である。

## 沿革
- 1923年6月8日： 山田市郎兵衛から大阪府に対し、女子専門学校用地 2000坪と 35万円の寄付の申し出。
- 1923年6月16日： 臨時府議会、女子専門学校設置案可決。
- 1924年2月2日： 文部省により大阪府女子専門学校設立認可。
- 1924年2月21日： 大阪府、女子専門学校の開設を発表 （大阪府告示第43号）。
- 1924年4月14日： 第1回入学式。翌 15日、授業開始。6月15日、開校式。
  - 本科 （修業年限3年、国文学科・英文学科・家政理学科） および予科 （修業年限1年） を設置。
  - 本科の入学資格： 予科修了者・5年制高等女学校卒業者。
  - 予科の入学資格： 4年制高等女学校卒業者。
- 1927年4月： 研究科 （修業年限1年） を開設。
- 1927年10月： 校歌制定 『われらわれらつどへる友』 （平林治徳・風巻景次郎 作詞、信時潔 作曲）。
- 1928年3月： 第1回卒業。
- 1928年4月： 専攻科を開設 （認可は5月。修業年限1年、物理・化学・数学課程）。
- 1934年4月： 大阪府立全高等女学校の 5年制化完了に伴い、予科を廃止。
- 1941年12月： 修業年限の戦時短縮に伴い、繰上卒業。
  - 以後、1942年・1943年は 9月卒業、1944年は 8月卒業。
- 1944年4月： 本科学科を国語科・経済科・保健科・物理化学科に改組。
  - 従来の学科は1945年3月廃止。
- 1946年4月： 英語科を設置。
- 1947年9月： 新制大阪女子大学創立案を大阪府に提出。
- 1948年6月： 大阪府、新制大学設置準備委員会設置。
- 1948年7月30日： 府立大阪女子大学設置認可申請書を文部省に提出。
- 1949年2月21日： 文部大臣より新制大阪女子大学設立認可 （校学第129号）。
- 1949年4月： 新制大阪女子大学発足 （大阪府女専の大学昇格）。
  - 大阪府女専と大阪女子大学学芸学部との学科対応は以下の通り：
    - 国語科 → 国文学科 （1999年、人文社会学部人文学科日本語日本文学専攻に）
    - 英語科 → 英文学科 （1999年、人文社会学部人文学科英語英米文学専攻に）
    - 経済科 → 社会福祉学科 （1983年、人間関係学科。1999年、人文社会学部人間関係学科に）
    - 物理化学科・保健科 → 生活科学科 （1960年、生活理学科。1976年、基礎理学科。1999年、理学部に）
- 1951年4月1日： 旧制大阪府女子専門学校廃止。
  - 3月23日、大阪府立の旧制専門学校 5校合同の閉校式を開催。

## 歴代校長
- 校長事務取扱： 瀧村斐文 （1924年2月 - 1924年4月）
- 初代： 瀧村斐文 （1924年4月 - 1927年12月20日死去）
校長事務取扱： 平林治徳 （1927年12月 - 1928年2月）
- 第2代： 平林治徳 （1928年2月 - 1951年3月）

## 著名な出身者
- 河野多惠子 - 小説家。
- 鴨居羊子 -下着デザイナー、文筆家
- 古川丁未子 - 谷崎潤一郎の二番目の夫人（1931年）。関西中央新聞社員。文藝春秋社員。同社員の鷲尾洋三と再婚（1936年）。

## 校地

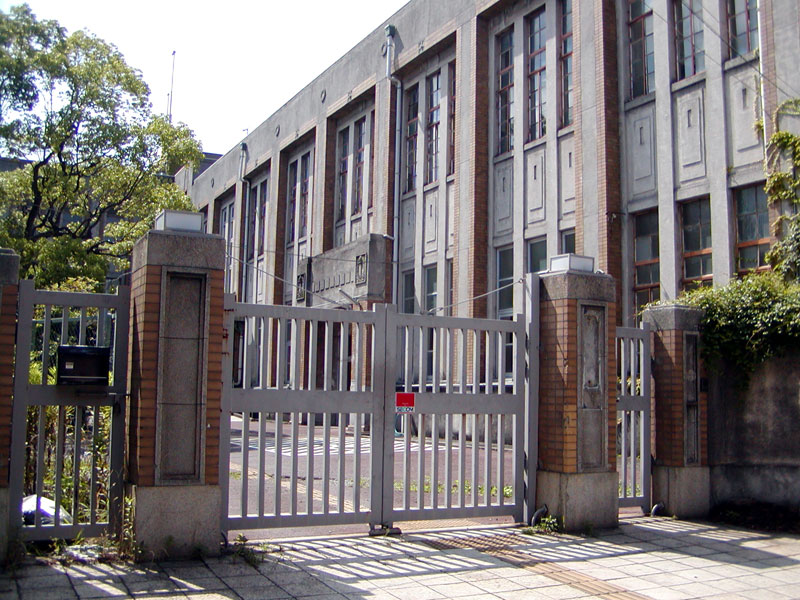
帝塚山校地跡（2008年7月撮影）

創立当初は大阪府立阿倍野高等女学校 （現大阪府立阿倍野高等学校） を仮校舎として使用。翌1925年（大正14年）4月、山田市郎兵衛から寄付された東成郡住吉村帝塚山 （現大阪市住吉区帝塚山東2丁目） の土地に校舎が完成し移転した （帝塚山校地）。1920年・1927年に山田家から隣接地を借り受け校地を拡大 （戦後買収）。廃止まで同地を使用した。
後身校、大阪女子大学は帝塚山校地で発足したが、1976年（昭和51年）9月、大仙校地 （堺市大仙町） へ移転完了 （大仙校地は大阪府立大学への統合に伴い廃止）。旧帝塚山校地は、大阪府立看護短期大学、大阪府警住吉警察署仮庁舎を経て、1998年（平成10年）から大阪府立貿易専門学校が使用していたが、2004年（平成16年）廃止。旧図書館は大阪府公文書館として使用されている。残りの敷地にはケアハウス等が建設されている。

## 関連事項
- 大阪府立大学
- 高等女学校
- 旧制専門学校
- 学制改革

## 関連書籍
- 70年史編集委員会（編）　『大阪女子大学70年の歩み』　大阪女子大学、1994年11月。